# Elezioni dell'Assemblea degli Esperti del 1990
Le elezioni dell'Assemblea degli Esperti del 1990 si sono tenute l'8 ottobre per eleggere tutti gli 83 membri in 24 collegi elettorali.

## Risultati
La tornata elettorale è stata la meno partecipata della storia della Repubblica islamica dell'Iran: ha votato infatti solo il 37,09% degli elettori.
I candidati furono 180 ma solo 109 (pari al 60,55%) sono stati ammessi dal Consiglio dei Guardiani. 
Il consiglio ha squalificato molti religiosi riformisti, tra cui Mehdi Karrubi, Sadegh Khalkhali, Ali Akbar Mohtashamipur, Hadi Khamenei e Asadollah Bayat-Zanjani.
Come segno di protesta, la Società dei Chierici Militanti ha deciso di non approvare alcun candidato; diversi si sono ritirati dalle elezioni, tra cui Mohammad Mousavi Khoeiniha.
Tra i neoletti sono figurati Ahmad Khomeini, Mohammad-Taqi Mesbah-Yazdi e Mohammad Yazdi.